# Nông nghiệp công nghệ cao

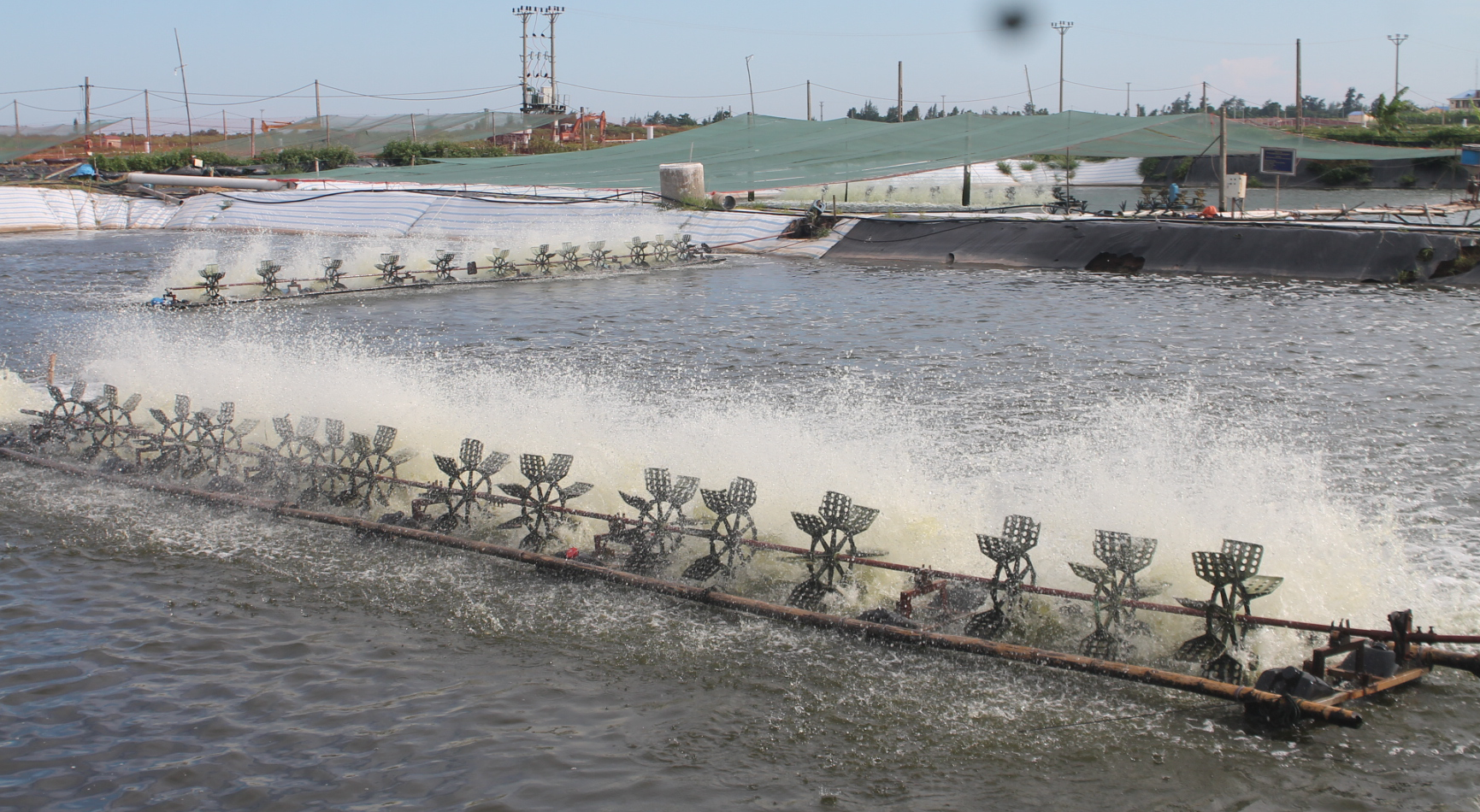
Nuôi tôm công nghệ cao

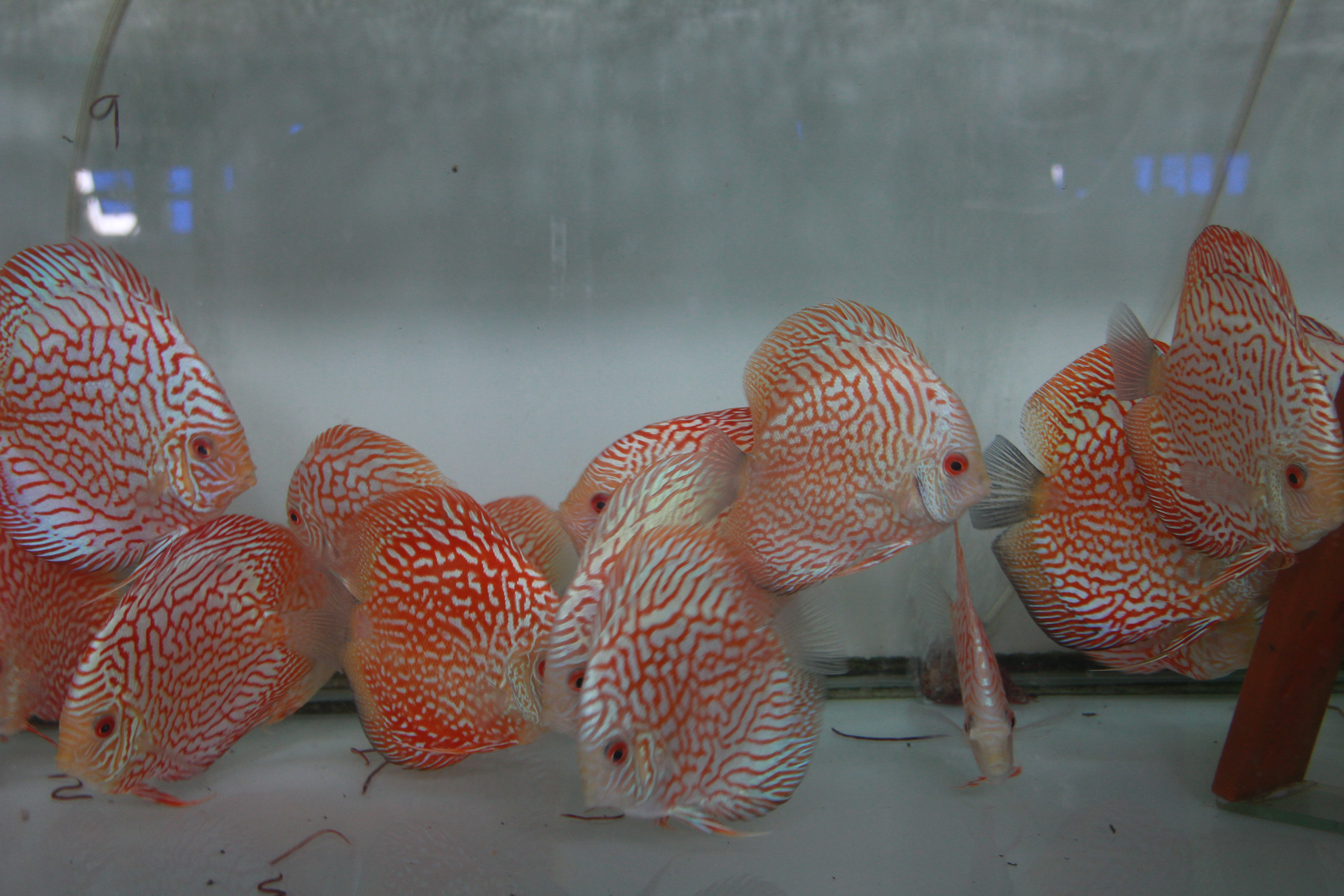
Nuôi cá cảnh Công nghệ cao

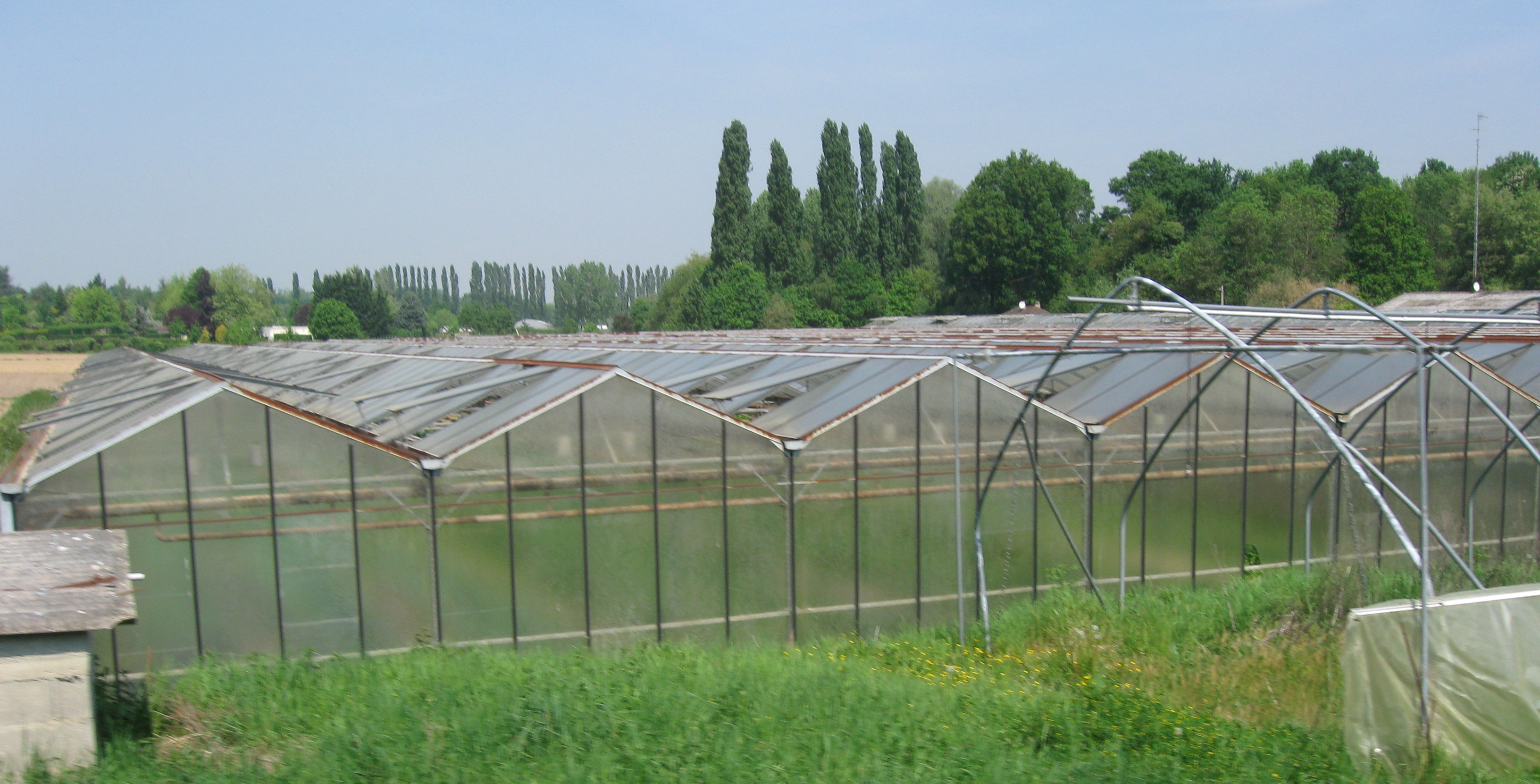
Sản xuất nông nghiệp trong nhà kính

Nông nghiệp công nghệ cao là một nền nông nghiệp được ứng dụng kết hợp những công nghệ mới, tiên tiến để sản xuất, còn gọi là công nghệ cao nhằm nâng cao hiệu quả, tạo bước đột phá về năng suất, chất lượng nông sản, thỏa mãn nhu cầu ngày càng cao của xã hội và đảm bảo sự phát triển nông nghiệp bền vững.
Công nghệ cao được tích hợp ứng dụng trong nông nghiệp công nghệ cao bao gồm: công nghiệp hóa nông nghiệp (cơ giới hóa các khâu của quá trình sản xuất, thu hoạch, sơ chế, chế biến...), tự động hóa, công nghệ thông tin, công nghệ vật liệu mới, công nghệ sinh học; các giống cây trồng, vật nuôi năng suất, chất lượng cao...; các quy trình canh tác tiên tiến, canh tác hữu cơ... cho hiệu quả kinh tế cao trên một đơn vị sản xuất.

## Lịch sử
Tháng 7 năm 2017, một nhóm công ty chế tạo hệ thống trí tuệ nhân tạo cho các phương tiện vận tải không người lái Cognitive Technologies đã kết hợp với trường Đại học Liên bang Ural (Liên bang Nga) khởi động chương trình quốc tế tự động hóa nông nghiệp. Chương trình được xây dựng cho đến năm 2022, tại Nga, Brasil và Argentina.
Iron Ox, công ty khởi nghiệp về công nghệ ở California, Mỹ, đang ứng dụng robot phục vụ nông trại trong nhà.
Ngày 29 tháng 1 năm 2010, Thủ tướng Chính phủ ban hành Quyết định số 176/QĐ-TTg phê duyệt Đề án phát triển nông nghiệp ứng dụng công nghệ cao đến năm 2020.

## Đặc điểm

### Ưu điểm
- Tiết kiệm diện tích đất trồng[6]
- Tránh việc lây lan sâu bệnh[6]
- Cách ly với môi trường và thời tiết bên ngoài[6]
- Đảm bảo cây có thể phát triển tốt[6]
- Cung cấp cho cây đầy đủ chất dinh dưỡng và lượng nước cần thiết[6]
- Điều chỉnh ánh sáng hợp lý[6]
- Điều khiển tự động[6]
- Giúp giảm nhân công và chi phí vận hành đáng kể[6]
- Chống thất thoát nước[6]
- Có thể điều chỉnh môi trường theo từng giai đoạn phát triển của cây...[6]

### Nhược điểm
- Vốn đầu tư cao khi đầu tư công nghệ cao[6]
- Mô hình mới mẻ này còn nhiều thiếu sót trong khâu quản lý[6]
- Chuyên gia và nhân lực chưa có đủ trình độ kỹ năng, kinh nghiệm[6]
- Khó khăn trong việc chọn lựa nhà cung cấp uy tín, chất lượng.[6]

### Khu nông nghiệp ứng dụng công nghệ cao
Khu nông nghiệp ứng dụng công nghệ cao (CNC) tập trung thực hiện hoạt động ứng dụng thành tựu nghiên cứu và phát triển CNC vào lĩnh vực nông nghiệp để  thực hiện các nhiệm vụ: chọn tạo, nhân giống cây trồng, giống vật nuôi cho năng suất, chất lượng cao; phòng, trừ dịch bệnh; trồng trọt, chăn nuôi đạt hiệu quả cao; tạo ra các loại vật tư, máy móc, thiết bị  sử dụng trong nông nghiệp; bảo quản, chế biến sản phẩm nông nghiệp; phát triển doanh nghiệp NNƯDCNC và phát triển dịch vụ CNC phục vụ nông nghiệp.
Chức năng cơ bản của khu nông nghiệp công nghệ cao: Nghiên cứu ứng dụng; thử nghiệm; trình diễn CNC; đào tạo nguồn nhân lực; sản xuất sản phẩm NNCNC. Trong đó 3 chức năng: sản xuất, thử nghiệm, trình diễn mang tính phổ biến, 2 chức năng còn lại tùy đặc điểm của từng khu.
Phát triển CNC trong nông nghiệp tập trung vào các nhiệm vụ chủ yếu sau đây:
- Chọn tạo, nhân giống cây trồng, giống vật nuôi cho năng suất, chất lượng cao;
- Phòng, trừ dịch bệnh;
- Trồng trọt, chăn nuôi đạt hiệu quả cao;
- Tạo ra các loại vật tư, máy móc, thiết bị sử dụng trong nông nghiệp;
- Bảo quản, chế biến sản phẩm nông nghiệp;
- Phát triển doanh nghiệp nông nghiệp ứng dụng CNC;
- Phát triển dịch vụ công nghệ cao phục vụ nông nghiệp.

Như vậy, công nghệ cao trong nông nghiệp được hiểu là: áp dụng một cách hợp lý các kỹ thuật tiên tiến nhất (TBKT mới) trong việc chọn, lai tạo ra giống cây trồng vật nuôi mới, chăm sóc nuôi dưỡng cây, con bằng thiết bị tự động, điều khiển từ xa, chế biến phân hữu cơ vi sinh cho cây trồng thức ăn gia súc, gia cầm, thủy hải sản, thuốc thú y, thuốc bảo vệ thực vật, công nghệ tự động trong tưới tiêu, công nghệ chế biến các sản phẩm vật nuôi, cây trồng và xử lý chất thải bảo vệ môi trường. Trong đó, công nghệ sinh học đóng vai trò chủ đạo.
Đặc trưng của sản xuất tại các khu NNCNC: đạt năng suất cao kỷ lục và hiệu quả kinh tế rất cao.

### Vùng nông nghiệp ứng dụng công nghệ cao
Là vùng sản xuất nông nghiệp tập trung, ứng dụng thành tựu của nghiên cứu và phát triển CNC vào lĩnh vực nông nghiệp để thực hiện nhiệm vụ sản xuất một hoặc một vài nông sản hàng hóa và hàng hóa xuất khẩu chiến lược dựa trên các kết quả chọn tạo, nhân giống cây trồng, giống vật nuôi cho năng suất, chất lượng cao; phòng, trừ dịch bệnh; trồng trọt, chăn nuôi đạt hiệu quả cao; sử dụng các loại vật tư, máy móc, thiết bị hiện đại trong nông nghiệp; bảo quản, chế biến sản phẩm nông nghiệp và dịch vụ CNC trong sản xuất nông nghiệp.

## Các ứng dụng công nghệ trong nông nghiệp

### Công nghệ sinh học
công nghệ sinh học đóng vai trò rất quan trọng, đã được ứng dụng trong chọn tạo các giống cây trồng, vật nuôi có năng suất cao, chất lượng tốt, có sức chống chịu cao. Công nghệ nhân giống in vitro được ứng dụng rộng rãi trong nhân giống cây lâm nghiệp, cây hoa, cây chuối... giúp giảm giá thành cây giống, tạo ra lô cây giống có độ đồng đều cao, sạch bệnh. Nhiều chế phẩm sinh học đã được nghiên cứu tạo ra và ứng dụng vào sản xuất nông nghiệp để cung cấp dinh dưỡng cho cây trồng, vật nuôi, hạn chế dịch bệnh và thay thế dần thuốc hóa học.

### GPS
Hệ thống Định vị Toàn cầu (GPS) được tạo thành từ mạng lưới gồm 32 vệ tinh quay quanh Trái Đất. Công nghệ này có thể xác định vị trí chính xác bạn, điều hướng máy bay và vô số nhiệm vụ khác. GPS đã mở đầu cho cách mạng nông nghiệp khi cài đặt GPS trên máy móc để tự động điều khiển và điều hướng. Công nghệ này giúp quá trình chăm sóc khoa học hơn, tránh việc gieo hạt, tưới nước, phân bón một khu vực hai lần gây lãng phí và ảnh hưởng đến môi trường.

### Máy bay không người lái
Máy bay không người lái cung cấp cho nông dân một cái nhìn chi tiết về cánh đồng của họ. Chúng có thể tự vận hành theo kế hoạch lập trình của nông dân và có thể trang bị những bộ cảm biến, máy ảnh và phần cứng cung cấp đầy đủ thông tin cho người nông dân.
Những cảm biến đo diệp lục đánh giá sức sống tổng thể của cây. Máy ảnh chứa bộ lọc màu sắc giúp xác định nhiệt độ mặt đất, hàm lượng nước, kiểm đếm số lượng, xác nhận hạt giống đang nảy mầm, ước tính năng suất cây trồng và phát hiện sâu bệnh, cỏ dại.

### Hình ảnh vệ tinh
Hình ảnh vệ tinh cung cấp cái nhìn toàn cảnh đến chi tiết, những thứ mà từ mặt đất, nông dân khó nhận thấy cho đến khi hàng cây trồng bị hư hại hoặc bị phá hủy. Phương pháp quản lý thông minh giúp theo dõi quá trình sinh trưởng và phát triển của cây trồng, phát hiện sâu bệnh để có những biện pháp phòng ngừa kịp thời, hạn chế rủi ro cho người nông dân.

## Lợi ích và hiệu quả
- Làm tăng sản lượng sản phẩm nông nghiệp, từ đó đáp ứng được nhu cầu thực phẩm ngày càng tăng của xã hội, trong đó có cả những người thu nhập thấp, nhờ tạo ra được khối lượng sản phẩm lớn với giá bán rẻ hơn.[8]
- Tạo số lượng hàng hóa lớn với chất lượng cao, đồng đều; do đó, có thể tham gia chuỗi giá trị và thương  mại toàn cầu  nhờ  đáp ứng được yêu cầu về nguồn cung ứng cũng như chất lượng sản phẩm theo tiêu chí của thị trường và có thể truy xuất được nguồn gốc.[8]
- Mang lại thu nhập lớn cho doanh nghiệp nhờ tạo ra được năng suất sản phẩm lớn nhất trên mỗi đơn vị tài nguyên sử dụng với giá thành thấp nhất nhờ quy mô sản xuất lớn và áp dụng các công nghệ sản xuất có hiệu quả cao.[8]
- Thúc đẩy tăng trưởng kinh tế cho địa phương và quốc gia khi doanh thu từ sản xuất tăng lên, đóng thuế từ doanh nghiệp tăng và đồng thời hình thành mới các dịch vụ hỗ trợ.[8]
- Tạo thêm công  ăn việc làm cho một số bộ phận dân cư và cơ hội khởi nghiệp cho doanh nghiệp địa phương trên cơ sở hình thành các thị trường sản phẩm có giá trị gia tăng mới.[8]
- Tạo giá trị gia tăng cho một số sản phẩm địa phương (kể cả phụ phẩm nông nghiệp), hình thành các sản phẩm hàng hóa đặc sản chủ lực của quốc gia, vùng và địa phương (mỗi làng một sản phẩm).[8]

## Đánh giá

### Tọa đàm đẩy mạnh chuyển đổi số các sản phẩm nông nghiệp Việt Nam
Đại diện các hiệp hội và doanh nghiệp Việt Nam ngày 17.6.2020ː Áp lực chuyển đổi số trong nông nghiệp không đơn thuần là việc ngành muốn hay không, mà đòi hỏi sự vào cuộc của cả chuỗi cung ứng mới có thể bắt kịp xu hướng quốc tế và đáp ứng yêu cầu chất lượng ngày một khắt khe từ người tiêu dùng
Theo PGS, TS. Đào Thế Anh, Phó Giám đốc Viện Khoa học Nông nghiệp Việt Nam (VAAS) nhận địnhː có 2 thách thức đặt ra cho nông nghiệp thông minh. Một là vấn đề công nghệ. Hai là đào tạo nguồn nhân lực, với 70-80% nông dân thiếu năng lực sử dụng tin học.
Nguyễn Mạnh Hùng, Chủ tịch HĐQT, Tổng giám đốc Nafoods Groupː Đã đến lúc phải thay đổi tư duy: làm công nghiệp trong nông nghiệp. Số hóa chuỗi giá trị lần lượt từ chọn giống, quy trình trồng, chăm sóc, đến chế biến, tiêu thụ